# 莫瓦法克·塔里夫

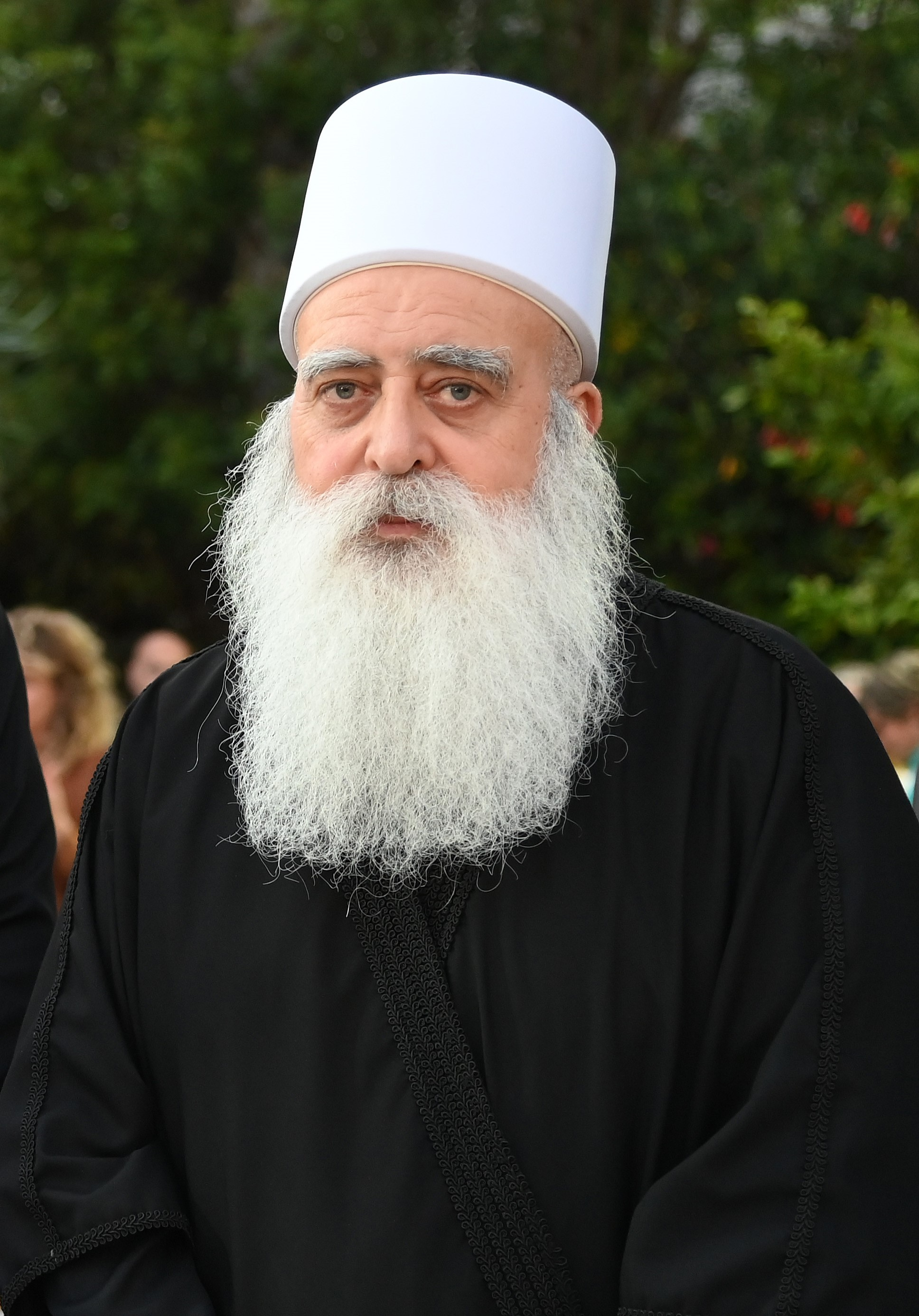
塔里夫，摄于2023年

谢赫莫瓦法克·塔里夫（阿拉伯语：موفق طريف，1963年—）是以色列德鲁兹派的精神领袖。
塔里夫于1963年出生于尤利斯市。1753年之后他的祖辈一直领导着巴勒斯坦托管地和以色列的德鲁兹社区。1993年，他的祖父阿明·塔里夫去世后，他接任精神领袖的职位。
2004年1月，塔里夫签署了一份宣言，呼吁居住在以色列的非犹太人遵守挪亚七律。